# Андреевка (Акбулакский район)
Андреевка — село в Акбулакском районе Оренбургской области России. Входит в состав Шкуновского сельсовета.

## География
Село находится в южной части Оренбургской области, в подзоне южных сухих степей, на левом берегу реки Малая Хобда, вблизи государственной границы с Казахстаном, на расстоянии примерно 32 километров (по прямой) к юго-западу от посёлка Акбулак, административного центра района. Абсолютная высота — 146 метров над уровнем моря.
Климат
Климат характеризуется как сухой континентальный с морозной зимой и жарким летом. Средняя температура воздуха самого тёплого месяца (июля) — 20-25 °C; самого холодного (января) — −15 — −20 °C. Среднегодовое количество атмосферных осадков составляет 250—280 мм. Снежный покров держится в среднем около 139—140 дней в году.

## Население
| 2010 |
| ---- |
| 68   |

Гендерный состав
По данным Всероссийской переписи населения 2010 года в гендерной структуре населения мужчины составляли 55,9 %, женщины — соответственно 44,1 %.
Национальный состав
Согласно результатам переписи 2002 года, в национальной структуре населения казахи составляли 59 % из 138 чел.

## Инфраструктура
Действуют фельдшерско-акушерский пункт и дом культуры.

## Улицы
Уличная сеть села состоит из одной улицы (ул. Центральная).